# Симбирская митрополия
Симбирская митрополия — митрополия Русской православной церкви, образованная в границах Ульяновской области. Объединяет Симбирскую, Барышскую и Мелекесскую епархии.

## История
Симбирская митрополия была образована решением Священного Синода Русской православной церкви 26 июля 2012 года.

### Главы митрополии
- 26 июля 2012 — 23 марта 2014 — Прокл (Хазов)
- 24 марта 2014 — 30 мая 2014 — Зиновий (Корзинкин) в/у, митрополит Саранский
- 30 мая 2014 — 13 июля 2015 — Феофан (Ашурков)
- 13 июля 2015 — 30 августа 2019 — Анастасий (Меткин)
- 30 августа 2019 — 25 августа 2020 — Иосиф (Балабанов)
- с 25 августа 2020 года — Лонгин (Корчагин)[2]

## Состав
Митрополия включает в себя 3 епархии:

### Барышская епархия
Включает в себя районы: Базарносызганский, Барышский, Инзенский, Николаевский, Павловский, Радищевский и Старокулаткинский.
Епархиальные центры: Барыш и Инза.
Правящий архиерей: Епископ Барышский и Инзенский Филарет (Коньков).

### Мелекесская епархия
Включает в себя: город Димитровград (Мелекесс), районы Мелекесский, Новомалыклинский, Сенгилеевский, Старомайнский, Тереньгульский и Чердаклинский.
Епархиальные центры: Димитровград и Чердаклы.
Правящий архиерей: Епископ Мелекесский и Чердаклинский Диодор (Исаев).

### Симбирская епархия
Включает в себя: города Ульяновск (Симбирск) и Новоульяновск, районы Вешкаймский, Карсунский, Кузоватовский, Майнский, Новоспасский, Сурский, Ульяновский и Цильнинский.
Епархиальные центры: Ульяновск и Новоспасское.
Правящий архиерей: Митрополит Симбирский и Новоспасский Лонгин (Корчагин).

## СМИ
- Газета «Православный Симбирск» выходит с 13 декабря 1996 года[4].